# Gurzelen
Gurzelen is een gemeente en plaats in het Zwitserse kanton Bern, en maakt deel uit van het district Thun.
Gurzelen telt 809 inwoners.

## Geschiedenis
Het dorp Gurzelen wordt voor het eerst genoemd in documenten uit 1230/1231 als Gurcellun.
De oudste sporen van bewoning in het gebied zijn neolithische artefacten die verspreid over de gemeente zijn aangetroffen. Vondsten uit de ijzertijd en de tijd van de Romeinse overheersing wijzen ook op bewoning in die periodes.

## Beschrijving
Gurzelen is een plattelandsdorp met veel boerenbedrijven. Veel inwoners zijn forensen die werken in Bern of Thun.
De gemeente is hoofdzakelijk Duitstalig en de meeste inwoners behoren tot de Zwitserse Gereformeerde Kerk.